# Христо Попнедев
Христо Спиридонов Попнедев е български революционер, учител и политик. Става известен като Христо Спиридонов.

## Биография
Роден е на 3 март 1837 г. в Севлиево в семейството на търговеца Спиридон Недев. В дома на баща му са отсядали Лайош Кошут и генерал Михаил Скобелев. Христо Попнедев учи при Никола Иванов Гайдаржоолу в килийно училище и при Петко Славейков. Открива си собствен дюкян, където продава щамповани кърпи за глава, които се произвеждат от братята му. Чете вестник Дунавски лебед. Бил е председател на училищното настоятелство, контрольор на финансите на училището и член на меджлиса в Севлиево. През 1870 г. участва в основаването на Ученолюбивото братско дружество в Севлиево. Участва в националното църковно движение. От 1871 до 1872 г. е председател на църковно-училищната община. Между 1874 и 1876 г. е член на Първия и втория смесен екзархийски каазалийски съвет. Христо Попнедев заедно с братята си основава Севлиевския революционен комитет. След залавянето на Левски участва и в следващия комитет основан от Стефан Пешев. След Априлското въстание е арестуван и обвинен във финансова подкрепа на въстанието. От 8 юли 1877 г. е член на смесената военновременна комисия за управление на Севлиево. 
След Освобождението през 1878 г. става първия кмет на Севлиево и остава на поста до 1880 г. През 1878 г. е един от създателите на комитета „Единство“ в града. Народен представител в Учредителното събрание „по звание“ като председател на Градския съвет и на I ВНС. От 21 януари 1880 г. е контрольор на окръжното ковчежничество. След това се премества в София, където отговаря за пренасянето на пощата. Става предприемач и една от сградите, които е построена, благодарение на неговите усилия е Държавната печатница. През 1890 г. се премества в село Горна Росица, където има чифлик. Между 1895 и 1896 г. отново е кмет на Севлиево. От 1898 до 1899 г. е нотариус при Севлиевския окръжен съд. Умира на 3 март 1918 г. в родния си град.

## Памет
Улица в Севлиево (известна и като "Търговската улица") е наименована на негово име през 1997 год.